# Viktor Ivanovič Tregubovič
Viktor Ivanovič Tregubovič (in russo Ви́ктор Ива́нович Трегубо́вич?; 30 novembre 1935 – San Pietroburgo, 21 settembre 1992) è stato un regista, attore e sceneggiatore sovietico.

## Filmografia parziale

### Regista
- Znojnyj ijul' (1965)
- Na vojne kak na vojne (1968)
- Daurija (1971)
- Starye steny (1973)
- Doverie (1975)
- Obratnaja svjaz' (1977)
- Uchodja - uchodi (1978)
- Triždy o ljubvi (1981)
- Magistral (1982)
- Prochindiada, ili Beg na meste (1984)